# ラウール・クタール
ラウール・クタール（クータール、フランス語: Raoul Coutard, 1924年9月16日 - 2016年11月8日）は、フランスの撮影監督、映画監督である。ヌーヴェルヴァーグを支えた撮影監督である。

## 人物・来歴
パリに生まれる。学校では、化学を専攻しようとしていたが、授業料の少なくてすむ写真を専攻した。1945年に徴兵され、第一次インドシナ戦争の戦地に赴く。11年間ベトナムに暮らし、戦争写真家として働き、フリーランスとして『パリ・マッチ』誌、『ルック』誌に写真が掲載された。1956年にピエール・シェンデルフェールから映画の撮影をしてみないかと誘われ、ドキュメンタリー映画『悪魔の通り道』で撮影監督としてデビューした。
1959年、シェンデルフェール作品のプロデューサーであるジョルジュ・ド・ボールガールが手がける新人監督の劇映画『勝手にしやがれ』のカメラを手がけて以来、同作の監督ジャン＝リュック・ゴダールやその友人のフランソワ・トリュフォー、ジャック・ドゥミ、ジャン・ルーシュ、エドガール・モランら、ヌーヴェルヴァーグの映画作家と呼ばれる映画監督たちの作品を手がけた。
1970年に初めての監督作『ホア・ビン』を発表、同作で第23回カンヌ国際映画祭新人監督賞を受賞、同作は第43回アカデミー賞外国語映画賞にノミネートされた。以降2作を監督し、いずれも日本で公開されている。

## おもなフィルモグラフィ
- 悪魔の通り道 (La Passe du diable) : 監督ピエール・シェンデルフェール、1956年
- ラムンチョ (Ramuntcho) : 監督ピエール・シェンデルフェール、1959年
- 氷島の漁夫 (Pêcheur d'Islande) : 監督ピエール・シェンデルフェール、1959年
- 勝手にしやがれ (À bout de souffle) : 監督ジャン＝リュック・ゴダール、1960年
- 小さな兵隊 : 監督ジャン＝リュック・ゴダール、1960年
- ローラ (Lola) : 監督ジャック・ドゥミ、1960年
- ピアニストを撃て (Tirez sur le pianiste) : 監督フランソワ・トリュフォー、1960年
- ある夏の記録 : 監督ジャン・ルーシュ / エドガール・モラン、1960年
- 女は女である (Une Femme est une femme) : 監督ジャン＝リュック・ゴダール、1961年
- 女と男のいる舗道 (Vivre sa Vie: Film en Douze Tableaux) : 監督ジャン＝リュック・ゴダール、1962年
- アントワーヌとコレット/二十歳の恋 : 監督フランソワ・トリュフォー、1962年
- 突然炎のごとく (Jules et Jim) : 監督フランソワ・トリュフォー、1962年
- カラビニエ : 監督ジャン＝リュック・ゴダール、1963年
- 軽蔑 (Le Mépris) : 監督ジャン＝リュック・ゴダール、1963年
- 立派な詐欺師 (Les plus belles escroqueries du monde) : 監督ジャン＝リュック・ゴダール、1964年
- 柔らかい肌 (La Peau Douce) : 監督フランソワ・トリュフォー、1964年
- はなればなれに (Bande à part) : 監督ジャン＝リュック・ゴダール、1964年
- 恋人のいる時間 : 監督ジャン＝リュック・ゴダール、1964年
- アルファヴィル (Alphaville, une étrange aventure de Lemmy Caution) : 監督ジャン＝リュック・ゴダール、1965年
- 気狂いピエロ (Pierrot le Fou) : 監督ジャン＝リュック・ゴダール、1965年
- 二人の殺し屋 : 監督ラウール・レヴィ、1965年
- ザ・スパイ : 監督ラウール・レヴィ、1965年
- 彼女について私が知っている二、三の事柄 : 監督ジャン＝リュック・ゴダール、1966年
- メイド・イン・USA : 監督ジャン＝リュック・ゴダール、1966年
- 中国女 (La Chinoise) : 監督ジャン＝リュック・ゴダール、1967年
- ウイークエンド (Week End) : 監督ジャン＝リュック・ゴダール、1967年
- 黒衣の花嫁 : 監督フランソワ・トリュフォー、1968年
- Z (Z) : 監督コスタ＝ガヴラス、1969年
- 告白 (L'Aveu) : 監督コスタ＝ガヴラス、1970年
- ホア・ビン (Hoa-Binh) : 1970年 - 監督 / 第43回アカデミー賞外国語映画賞ノミネート、第23回カンヌ国際映画祭新人監督賞受賞
- クラブタンブール (Le Crabe-tambour) : 監督ピエール・シェンデルフェール、1977年
- レッド・ベレー 史上最強の傭兵部隊 (La légion saute sur Kolwezi) : 1980年 - 監督
- フレディ・ビュアシュへの手紙 : 監督ジャン＝リュック・ゴダール、1981年
- パッション (Passion) : 監督ジャン＝リュック・ゴダール、1982年
- サン・サルバドル 地獄の戦火 (S.A.S. à San Salvador) : 1982年 - 監督
- カルメンという名の女 (Prénom Carmen) : 監督ジャン＝リュック・ゴダール、1983年
- マックス、モン・アムール (Max, Mon Amour) : 監督大島渚、1986年
- アラン・ドロン/私刑警察 (Ne réveillez pas un flic qui dort)：監督ジョゼ・ピネイロ、1988年
- 白と黒の恋人たち (Sauvage Innocence) : 監督フィリップ・ガレル、2001年

## 註
1. ↑  “【訃報】ラウル・クタール氏＝仏撮影監督”. 読売新聞. (2016年11月10日) 2016年11月10日閲覧。
2. ↑  Raoul Coutard, cinematographers.nl, 2009年10月5日閲覧。